# Suluské moře
Suluské moře (španělsky Mar de Joló; tagalsky Dagat Sulu) je zhruba 348 000 km² velké a průměrně 4400 m hluboké moře v jihozápadní oblasti Filipín, tudíž jedno z okrajových moří Tichého oceánu. Pro svou obklopenost velkými ostrovy jej lze dobře územně vymezit: nachází se jihovýchodně od Jihočínského moře (od nějž ho odděluje podlouhlý ostrov Palawan), severovýchodně od Bornea/Kalimantanu, severně od Celebeského moře (kde tvoří dělicí linii Suluské ostrovy) a jihozápadně od ostrovů Visayas. Téměř celá plocha moře spadá do filipínských výsostných vod; Malajsii náleží pouze pobřežní pás severovýchodu Bornea (stát Sabah).
Oblast, bohatá na množství ostrovů a útesů, byla po dlouhá staletí známa pro rozsáhlé pirátství a obchod s otroky, které provozovali muslimští Morové, zvaní též „suluští piráti“. Ti byli až do poloviny 19. stol. pod záštitou Suluského sultanátu, nepřátelského vůči asijské části španělské koloniální říše; teprve začátkem 20. stol. se podařilo zpacifikovat tyto útoky (nicméně, problém s Mory a jejich odbojem přetrvává na Filipínách až dodnes).
Díky tomu, že moře leží mimo hlavní námořní trasy, není tolik zasaženo znečištěním a poskytuje tak útočiště pro množství rostlinných a živočišných druhů, v tom i velmi ohrožených nadměrným rybolovem. Rozsáhlé korálové útesy Tubbataha, ležící téměř uprostřed Suluského moře, byly pro svou jedinečnost roku 1999 prohlášeny za součást světového přírodního dědictví UNESCa.